# Ober Sankt Veiter Friedhof

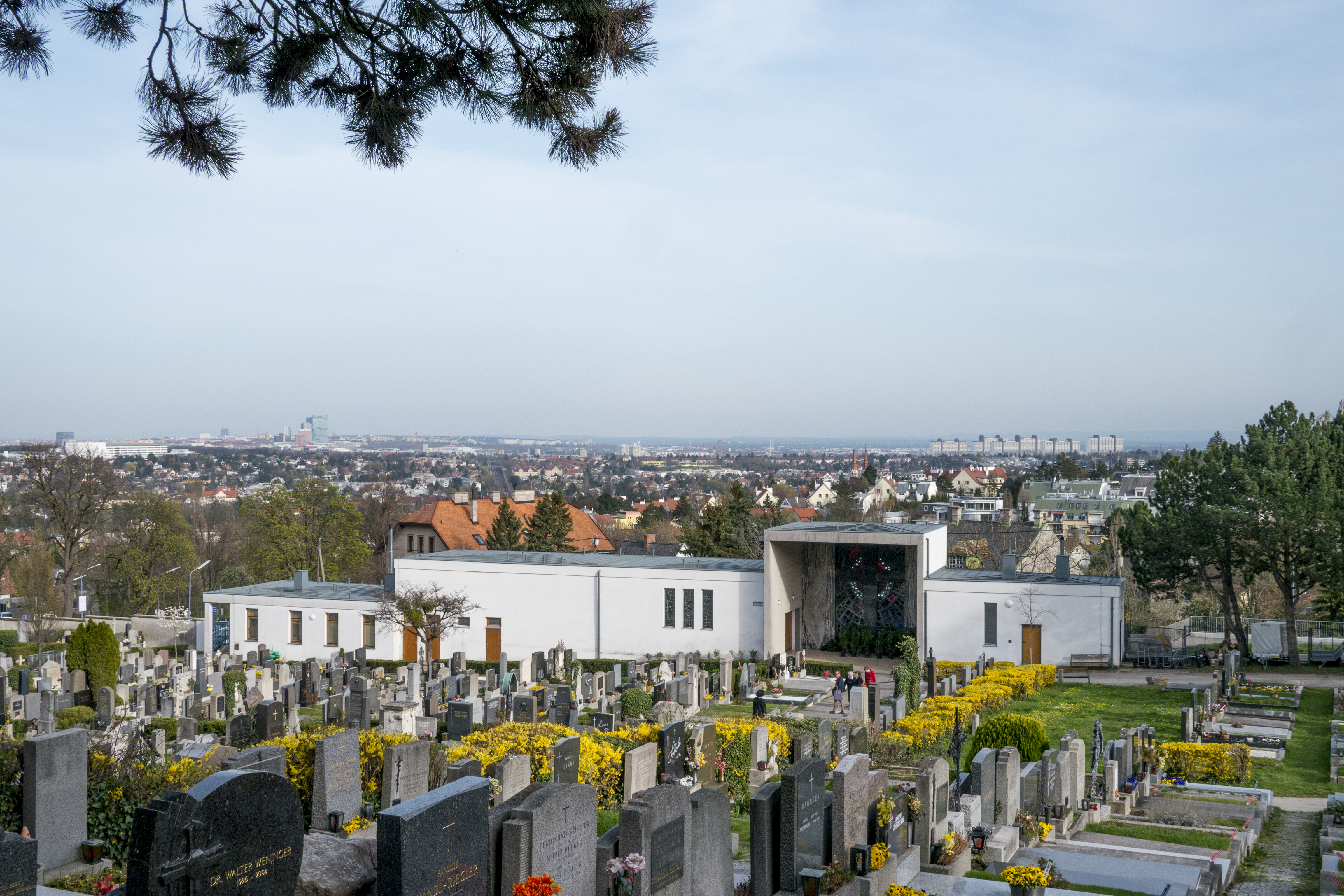
Blick über den Ober Sankt Veiter Friedhof mit Aufbahrungshalle

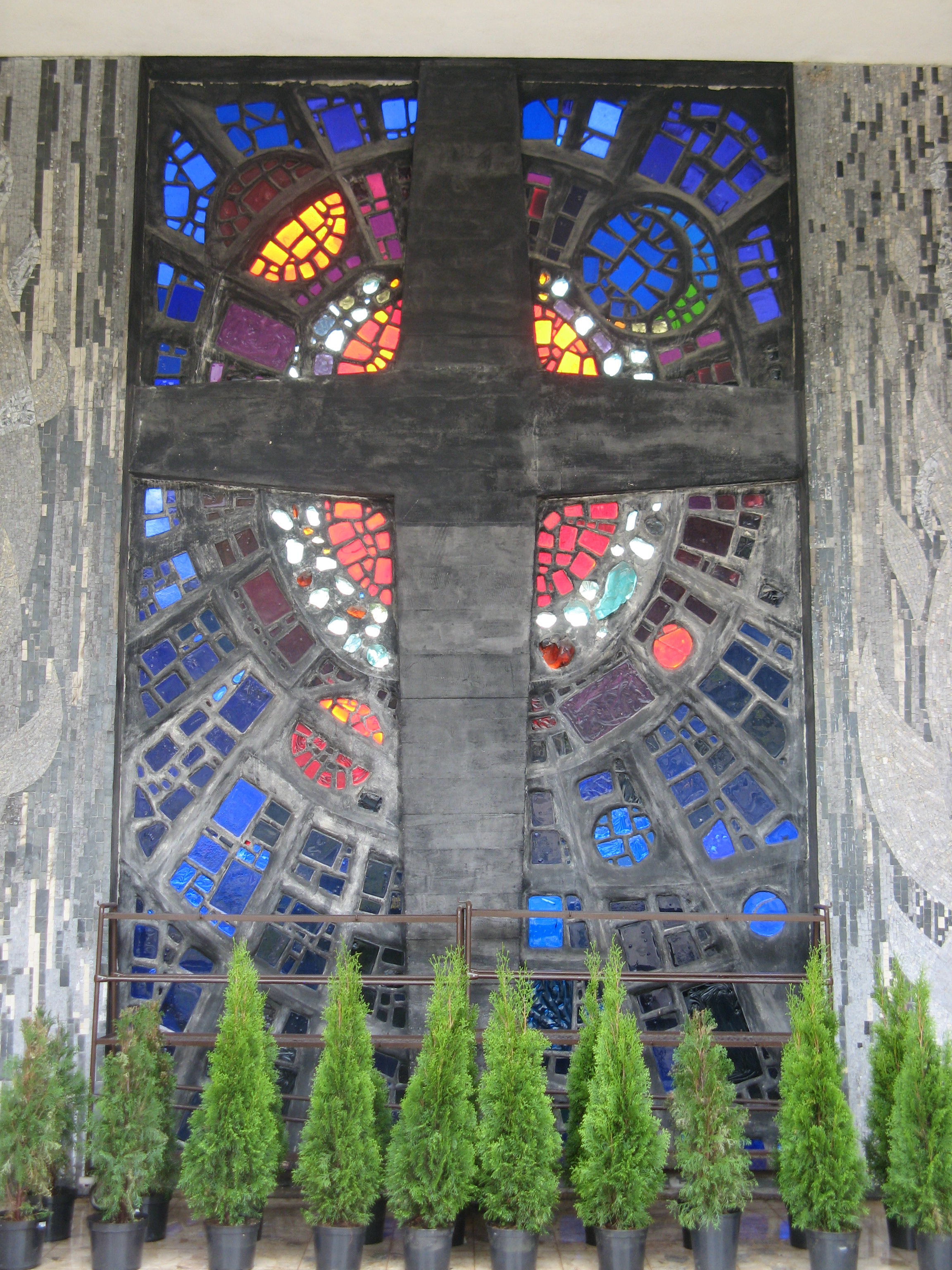
Glasmosaik von Hermann Bauch

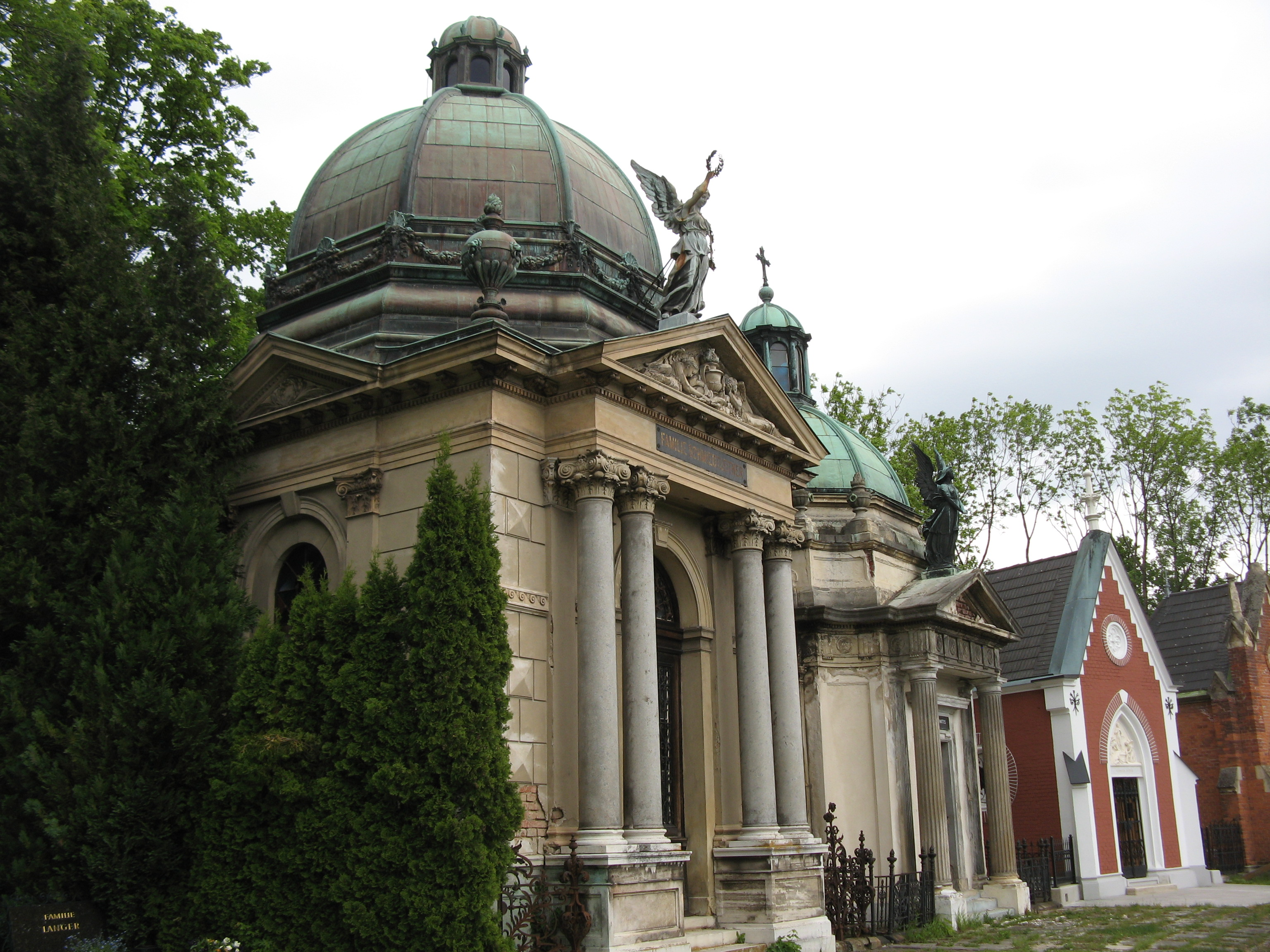
Mausoleen (Ende 19. Jh.)

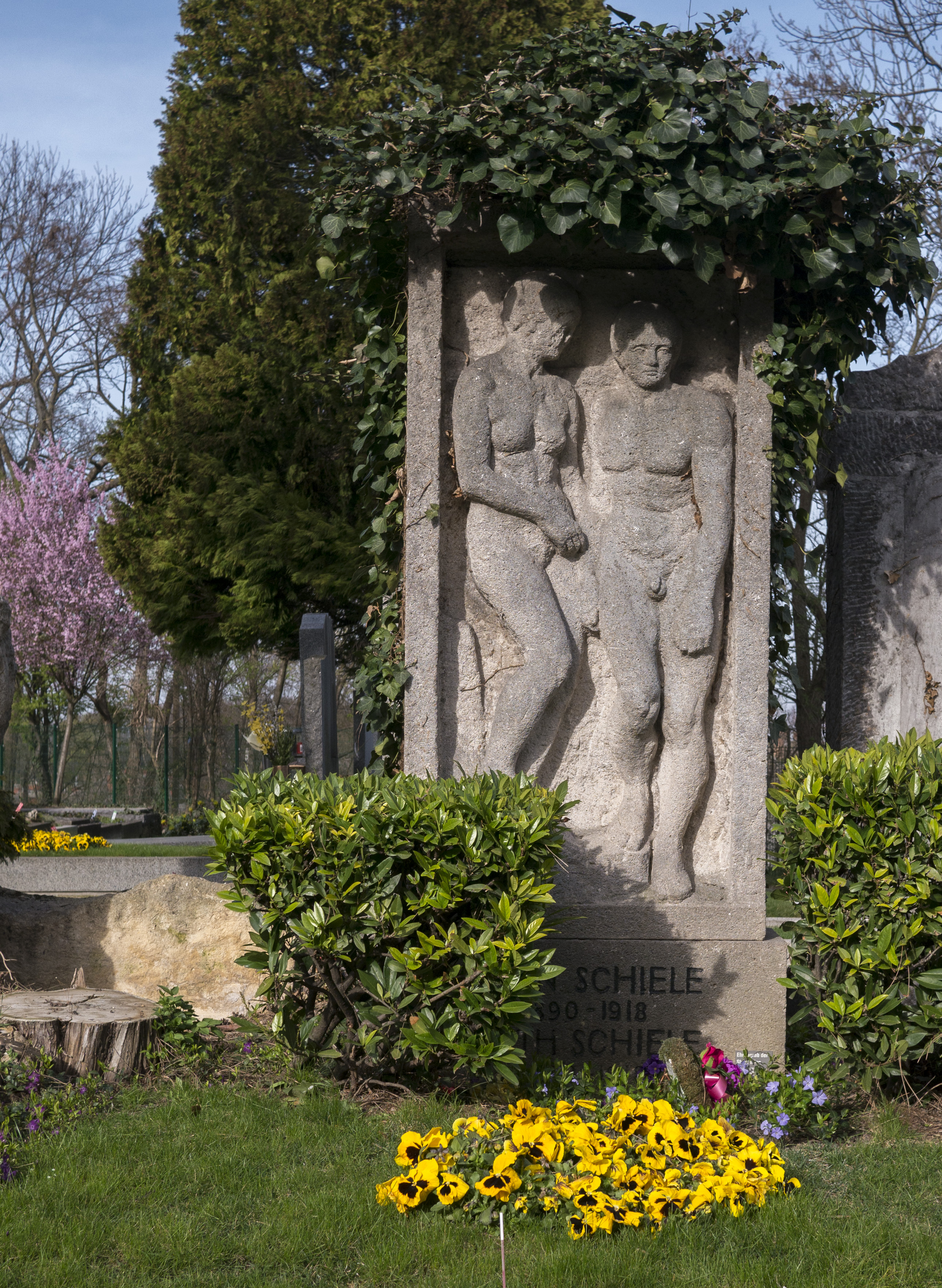
Grabmal für Edith und Egon Schiele

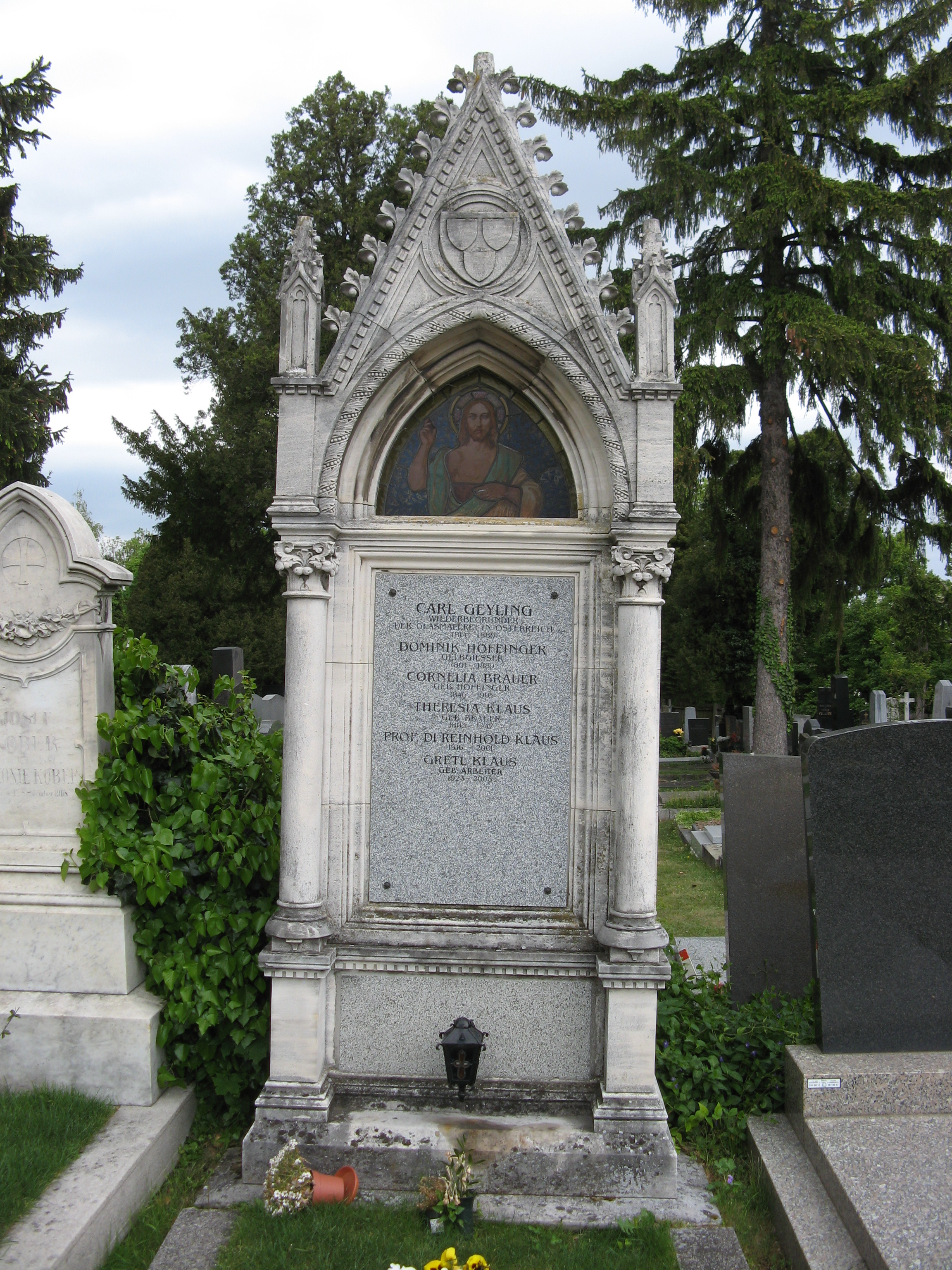
Grabmal für Carl Geyling

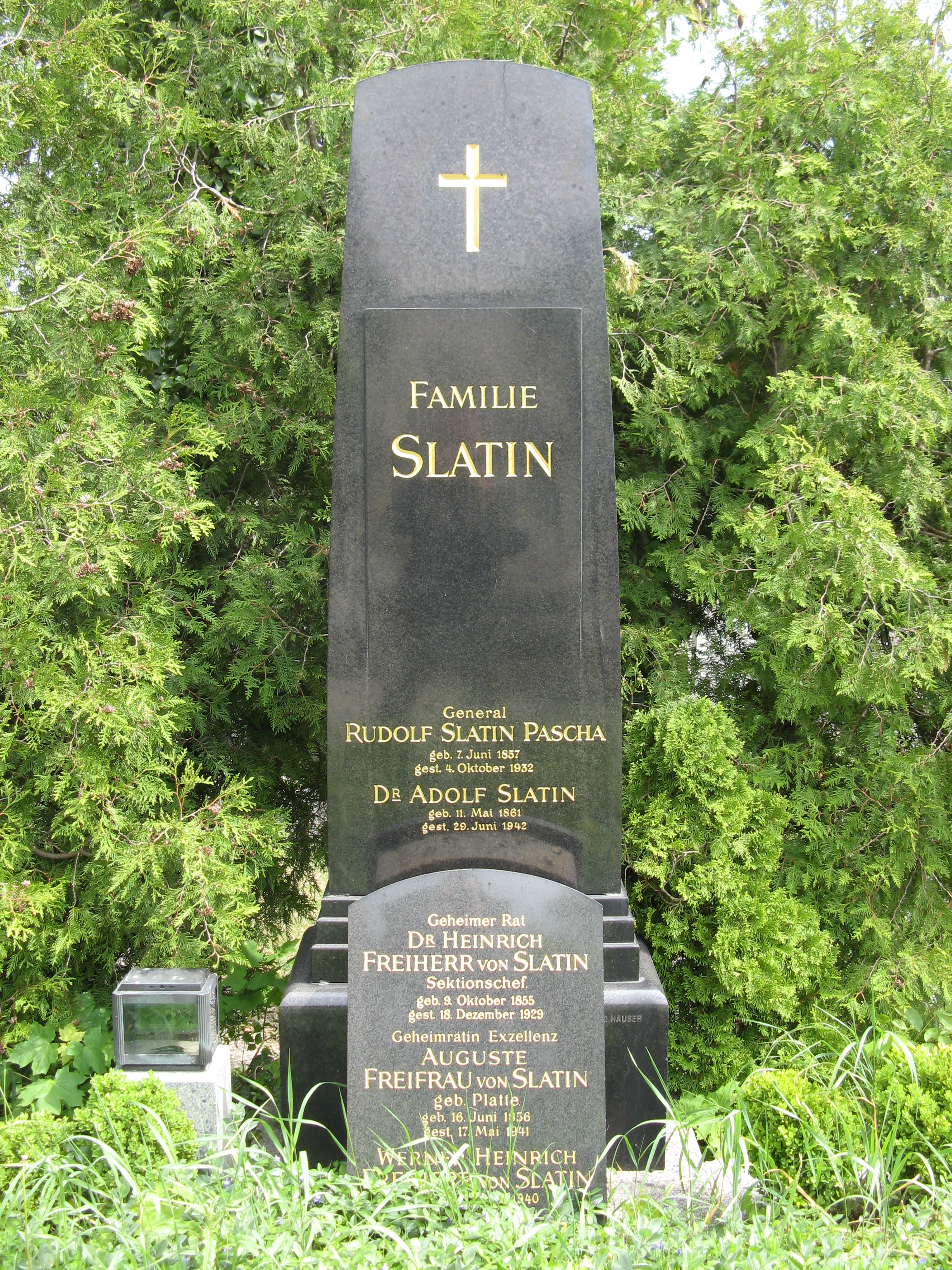
Grabmal für Slatin Pascha

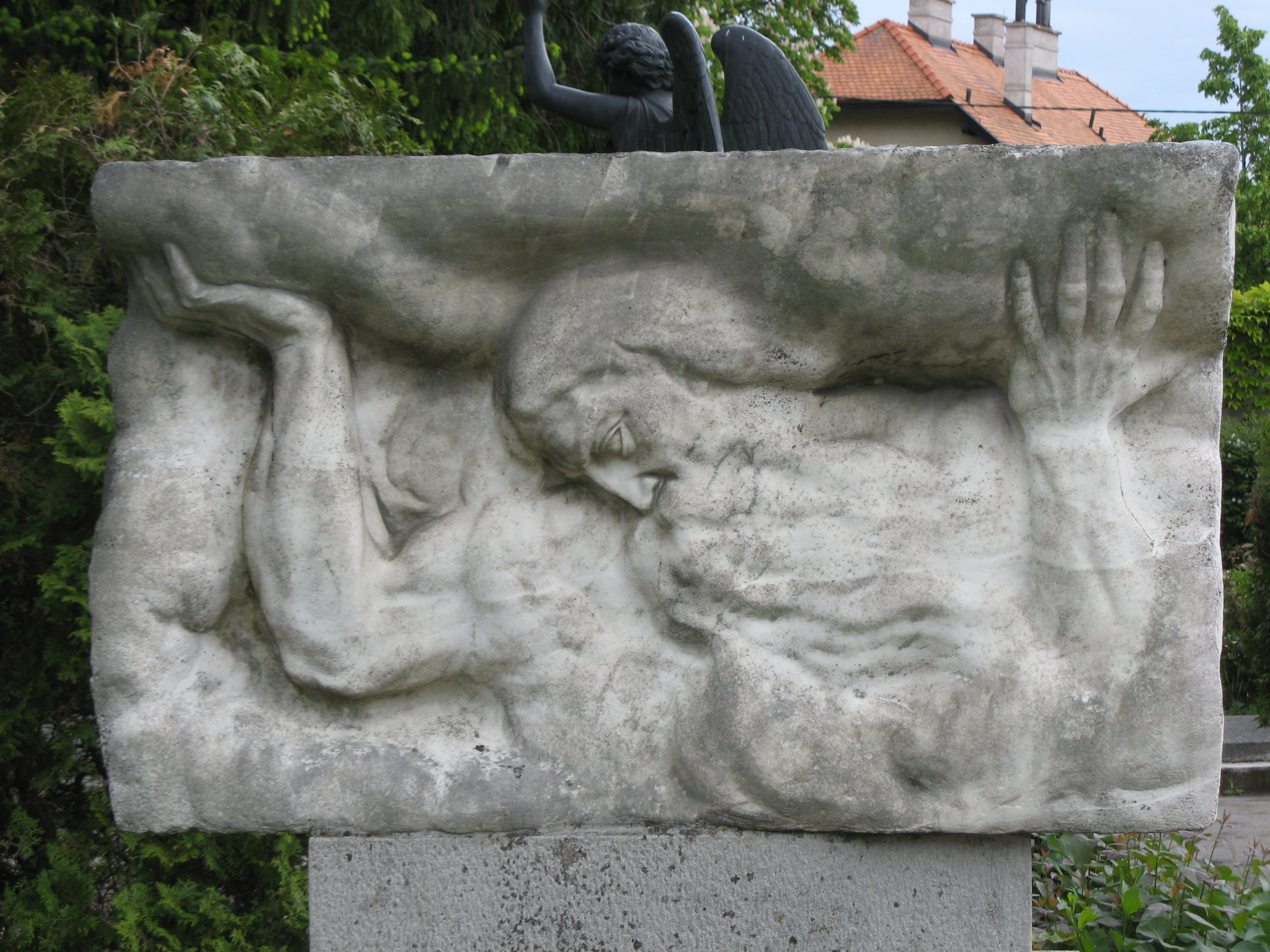
Grabmal mit Relief eines Atlanten (1944) von Heinrich Krippel

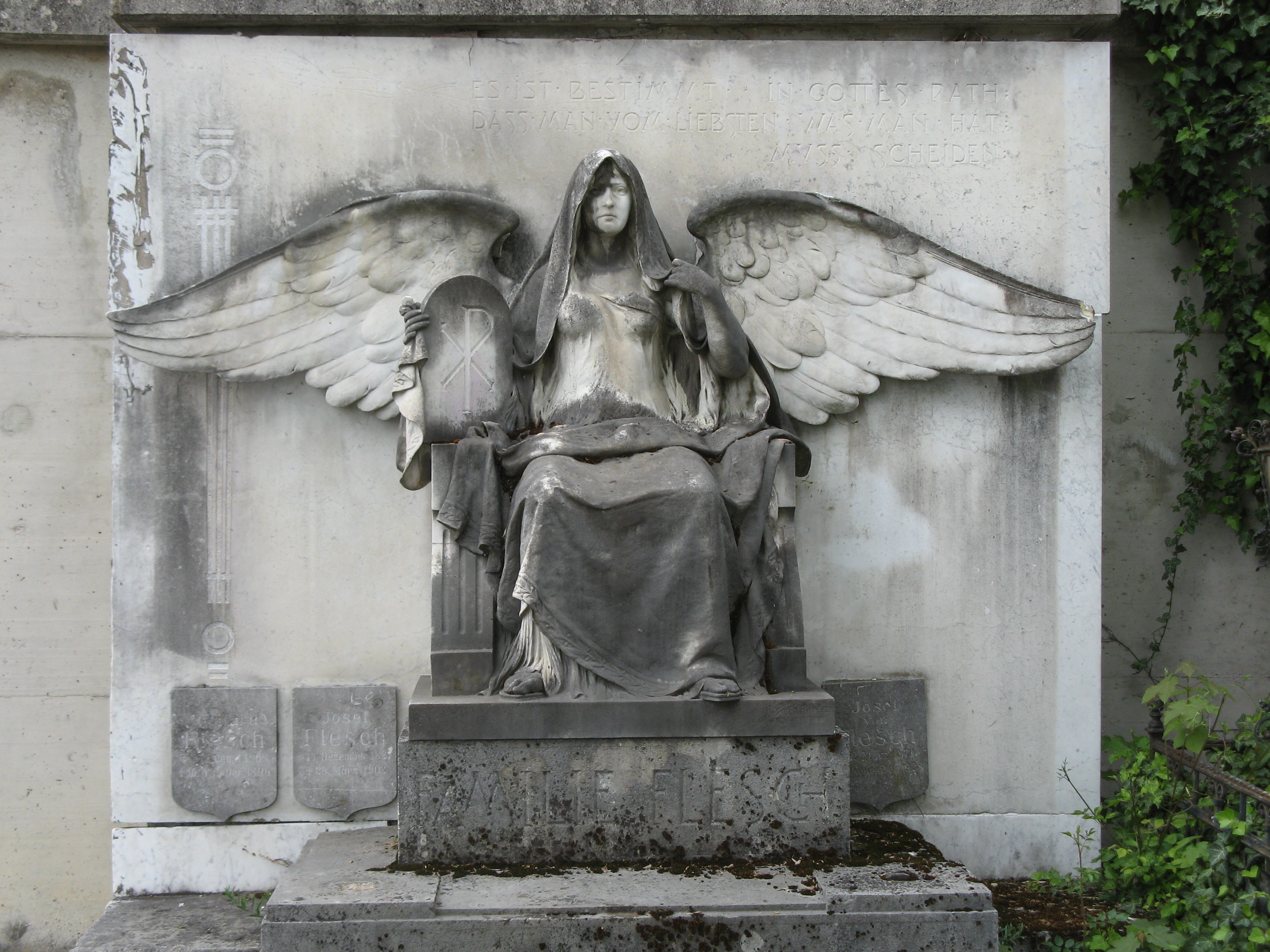
Grabdenkmal mit Engel (1898) von Bildhauer Arthur Kaan, der Familie Richard Flesch

Der Ober Sankt Veiter Friedhof ist ein Friedhof im 13. Wiener Gemeindebezirk Hietzing.

## Lage
Der Ober Sankt Veiter Friedhof liegt in Hietzing am Rande des Lainzer Tiergartens in der Katastralgemeinde Ober Sankt Veit, Gemeindeberggasse 26. Der Berg- und Parkfriedhof wurde auf dem Gemeindeberg angelegt und wird im Nordwesten von der bewaldeten Bergkuppe begrenzt. Im Süden grenzt der Friedhof an die Gemeindeberggasse, im Osten an den Josef-Kraft-Weg. Der Friedhof umfasst eine Fläche von 35.886 Quadratmeter und beherbergt rund 4.600 Grabstellen.

## Geschichte

### Alte Friedhöfe
Der alte Friedhof der Ober Sankt Veiter Pfarre lag an der Südostseite neben der Pfarrkirche. Der Friedhof dürfte bereits im 18. Jahrhundert überbelegt gewesen sein, da Gräber nach einer Zeit aufgelassen werden mussten und die Gebeine ausgelagert wurden. Die Gebeine lagerte man in der Krypta der Pfarrkirche. 1751 ließ Fürsterzbischof Johann Josef Graf Trautson einen neuen Friedhof angelegen, während der alte Friedhof im selben Jahr geschlossen und in eine kleine Parkanlage verwandelt wurde.
Der neue Friedhof entstand auf einem etwa einem Joch großen Grundstück in der heutigen Auhofstraße und wurde 1751 von Kardinal Sigismund von Kollonitz geweiht. Das Friedhofskreuz wurde vom alten auf den neuen Friedhof überführt. Eine Erweiterung des Friedhofs erfolgte 1826, 1856 ging er in den Besitz der Gemeinde über. Da der Friedhof jedoch alsbald zu klein geworden war, ließ die Gemeinde in der Gemeindeberggasse einen neuen Friedhof im Ausmaß von 4.200 Quadratklaftern errichten. Die Weihe erfolgte am 2. November 1876, der alte Friedhof wurde noch bis 1879 belegt. Nachdem die Auflassung des Friedhofes bereits Ende 1889 angeordnet worden war, wurde die endgültige Auflassung 1903 genehmigt. Nach der Abräumung und Demolierung der Bauwerke konnte an der Stelle des Friedhofes 1908 eine Parkanlage eröffnet werden, die nach dem Ober Sankt Veiter Bürgermeister Alexander Strecker benannt wurde.

### Die heutige Friedhofsanlage
Der 1876 eröffnete Friedhof wurde noch vor der Eingemeindung um rund 2.300 Quadratmeter erweitert. 1902 erfolgte der Beschluss für eine neuerliche Erweiterung der Anlage. Die Umbettung der sterblichen Überreste des Bischofs von Valence, Michael Gabriel Comte Messay, vom alten Friedhof wurde 1905 genehmigt. Zu dieser Zeit umfasste der Friedhof 19.019 Quadratmeter, wobei lediglich Katholiken bestattet werden durften. Die Bewilligung für die Errichtung einer Leichenhalle und einer Einsegnungskapelle erfolgte 1907.
Da die Belegung des Lainzer Friedhofes immer stärker anstieg, wurde 1920 verfügt, dass die Verstorbenen der Bezirksteile Lainz und Speising bis zur Erweiterung des Friedhofes am Ober Sankt Veiter Friedhof zu bestatten seien. Der Ober Sankt Veiter Friedhof selbst wurde 1947, 1954 und 1959 erweitert. Zudem konnten durch Aufschließungsarbeiten in den Erweiterungsflächen sowie Sanierungsarbeiten heimgefallene Gräber und neue Grabstellen vergeben werden. Die Urnenanlage wurde 1966 eröffnet.

## Gebäude
Die bestehende Aufbahrungshalle wurde zwischen 1964 und 1966 nach den Plänen des Architekten Erich Boltenstern umgestaltet, die künstlerische Ausgestaltung führte Hermann Bauch aus. Bei der Halle handelt es sich um einen langgestreckten Bau mit überhöhter offener Mittelhalle. Hermann Bauch entwarf neben den Bleiglasfenstern in den Seitenwänden auch ein Antikglasmosaik, das in der Apsis angebracht wurde. Zudem ist die Halle durch ein dunkles Betonkreuz geschmückt.

## Bestattete Personen

### Ehrenhalber gewidmete Gräber
Der Ober Sankt Veiter Friedhof weist 17 ehrenhalber gewidmete Gräber auf.
| Name                                       | Lebensdaten | Tätigkeit                                     |
| ------------------------------------------ | ----------- | --------------------------------------------- |
| Wilhelm Appel                              | 1875–1911   | Schriftsteller                                |
| Friedrich Julius Bieber                    | 1873–1924   | Afrikaforscher und Ethnologe                  |
| Conrad Bühlmayer                           | 1835–1883   | Maler                                         |
| Christl Goltz-Schenk                       | 1912–2008   | Opernsängerin                                 |
| Karl Hentschel                             | 1827–1898   | Letzter Bürgermeister von Ober Sankt Veit     |
| Kolm-Veltee (Familie)                      |             | Filmpioniere                                  |
| Alexander Mell                             | 1850–1931   | Verwaltungsbeamter und Blindenpädagoge        |
| Alma Motzko                                | 1887–1968   | Politikerin                                   |
| Anton Peschka                              | 1885–1940   | Akademischer Maler, Schwager von Egon Schiele |
| Anton Peschka jun.                         | 1914–1997   | Akademischer Maler, Neffe von Egon Schiele    |
| Kurt Johann Rapf                           | 1922–2007   | Komponist und Dirigent                        |
| Egon Schiele                               | 1890–1918   | Akademischer Maler                            |
| Eduard Schlesinger                         | 1903–1988   | Widerstandskämpfer                            |
| Heinrich Schönich                          | 1844–1926   | Letzter Bürgermeister von Unter Sankt Veit    |
| Rudolf Freiherr von Slatin (Slatin Pascha) | 1857–1932   | Offizier und Forschungsreisender              |
| Leopold Sommerer                           | 1791–1875   | Oberlehrer und Gemeinderat                    |
| Ignaz Spöttl                               | 1834–1892   | Numismatiker und Heimatforscher               |
| Otto Stoessl                               | 1875–1936   | Schriftsteller                                |

### Gräber weiterer Persönlichkeiten
Weitere bedeutende Persönlichkeiten, die am Ober Sankt Veiter Friedhof begraben sind:
| Name                     | Lebensdaten | Tätigkeit                                       |
| ------------------------ | ----------- | ----------------------------------------------- |
| Günther Bahr             | 1944–2011   | Hörfunkmoderator                                |
| Kurt Benesch             | 1926–2008   | Schriftsteller                                  |
| Hilde Borik              | 1908–2007   | Politikerin                                     |
| Ludwig Bowitsch          | 1818–1881   | Dichter und Schriftsteller                      |
| Eduard Castle            | 1875–1959   | Germanist                                       |
| Hans Christian           | 1929–2011   | Opernsänger (Bariton)                           |
| Michael Danzinger        | 1914–2007   | Komponist, Pianist und Unterhaltungskünstler    |
| Hans Demel               | 1886–1951   | Ägyptologe                                      |
| Andreas Dückstein        | 1927–2024   | Schachspieler                                   |
| Friedrich Ehrendorfer    | 1923–2023   | Botaniker                                       |
| Skender Fani             | 1940–2023   | Rechtsanwalt                                    |
| Max Frey                 | 1902–1955   | Landschaftsmaler                                |
| Rudolf Fischer           | 1908–2001   | Politiker                                       |
| Heinrich Gattermeyer     | 1923–2018   | Komponist                                       |
| Carl Geyling             | 1814–1880   | Glasmaler                                       |
| Franz Grabmayr           | 1927–2015   | Künstler                                        |
| Guido Gröger             | 1874–1950   | Unternehmer und Baumeister                      |
| Herbert Gruber           | 1913–1999   | Filmproduzent                                   |
| Wilhelm Haas             | 1842–1918   | Direktor der Universitätsbibliothek             |
| Franz Hagenauer          | 1906–1986   | Bildhauer                                       |
| Richard Heinzel          | 1838–1905   | Mediävist                                       |
| Ludwig Herberth          | 1890–1953   | Politiker                                       |
| Helmut Heuberger         | 1927–2001   | Zeichner und Maler                              |
| Nikolaus Hofreiter       | 1904–1990   | Mathematiker                                    |
| Adolf Holzhausen         | 1868–1931   | Verleger                                        |
| Paul Hör                 | 1948–2011   | Schauspieler                                    |
| Heinrich Jauner          | 1833–1912   | Medailleur                                      |
| Franz von Jauner         | 1831–1900   | Schauspieler                                    |
| Ewald Kleisinger         | 1912–2000   | Gerechter unter den Völkern                     |
| Josefine Kramer-Glöckner | 1874–1954   | Volksschauspielerin                             |
| Robert Krasser           | 1882–1958   | Pädagoge und Politiker                          |
| Walther Kraus            | 1902–1997   | Klassischer Philologe                           |
| Karl Křitek              | 1861–1928   | k.u.k. Generaloberst                            |
| Karl Künzel              | 1889–1945   | Filmproduktionsleiter                           |
| Hermann Lanske           | 1927–1979   | Filmproduzent                                   |
| Erich Lifka              | 1924–2007   | Schriftsteller                                  |
| Eugen Margarétha         | 1885–1963   | Politiker                                       |
| Otto Mazal               | 1932–2008   | Byzantinist und Bibliothekar                    |
| Erwin Melichar           | 1913–2000   | Präsident des Verfassungsgerichtshofs           |
| Alfred Mell              | 1880–1962   | Militärhistoriker                               |
| Franz Xaver Meyer        | 1934–2017   | Dirigent                                        |
| Adolf Nesset             | 1920–1982   | Politiker                                       |
| George Niemann           | 1841–1912   | Architekt, Bauforscher, Archäologe und Grafiker |
| Otto Pammer              | 1926–2008   | Kameramann und Fernsehfilmproduzent             |
| Adalbert Pilch           | 1917–2004   | Maler und Grafiker                              |
| Pius Michael Prutscher   | 1913–1995   | Politiker                                       |
| Roland Rainer            | 1910–2004   | Architekt                                       |
| Helmut Richter           | 1941–2014   | Architekt                                       |
| Eduard Robitschko        | 1915–1999   | Bildhauer                                       |
| Otto Sagmeister          | 1906–1985   | Genossenschafter, Manager                       |
| Theodor Schenk           | 1907–1967   | Komponist                                       |
| Sepp Schuster            | 1924–1999   | Architekt                                       |
| Franz Schütz             | 1892–1962   | Organist                                        |
| Hans Schwabl             | 1924–2016   | Altphilologe                                    |
| Franz Spunda             | 1890–1963   | Schriftsteller                                  |
| Karl Stemolak            | 1875–1954   | Bildhauer                                       |
| Arthur Szarvassi         | 1873–1919   | Physiker                                        |
| Felix Tarbuk             | 1893–1982   | Offizier und Eisenbahningenieur                 |
| Oswald Stimm             | 1923–2014   | Künstler                                        |
| Hella Unger              | 1875–1934   | Bildhauerin und Medailleurin                    |
| William Unger            | 1837–1932   | Radierer und Kupferstecher                      |
| Gunther Wawrik           | 1930–2023   | Architekt                                       |
| Richard Maria Werner     | 1854–1913   | Germanist                                       |
| Erwin Wrbka              | 1929–2012   | Bauingenieur                                    |
| Karl Wüstenhagen         | 1893–1950   | Schauspieler, Regisseur und Intendant           |